# ناتالیا کیشچوک
ناتالیا کیشچوک (انگلیسی: Nataliya Kyshchuk؛ زادهٔ ۲۷ مهٔ ۱۹۶۸) دوچرخه‌سوار اهل اوکراین است.وی همچنین از دوچرخه‌سواران بازی‌های المپیک تابستانی ۱۹۹۲ و ۱۹۹۶ بوده است.